# Stuttgart (regiune)
Stuttgart este unul dintre cele patru districte administrative (Regierungsbezirke) ale landului Baden-Württemberg, Germania, localizat în nord-estul landului Baden-Württemberg, în partea de sud-vest a Germaniei.
| Kreise (districte rurale) | Kreisfreie Städte (orașe = districte urbane) |
| --- | -------------------------------------------- |
| 1. Böblingen 2. Esslingen 3. Göppingen 4. Heidenheim 5. Heilbronn 6. Hohenlohe 7. Ludwigsburg 8. Main-Tauber 9. Ostalbkreis 10. Rems-Murr 11. Schwäbisch Hall | 1. Heilbronn 2. Stuttgart                    |